# Mary Isabel Fraser

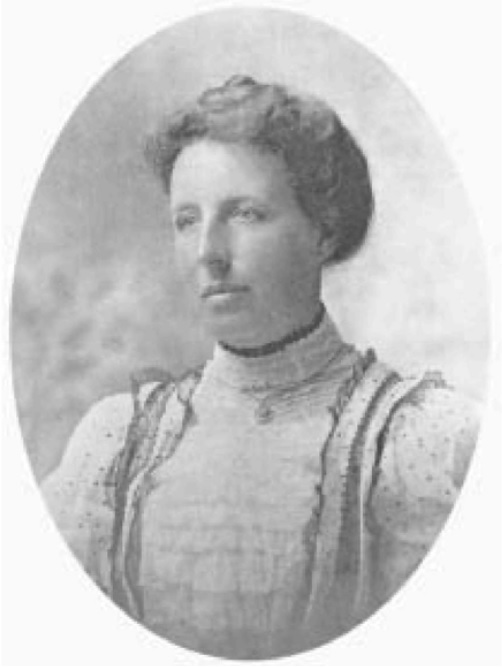
Mary Isabel Fraser

Mary Isabel Fraser (1862 - 1942) was een Nieuw-Zeelandse voorvechtster van vrouwenrechten. Ze is vooral bekend omdat zij de kiwi naar Nieuw-Zeeland bracht.

## Biografie
Fraser was de oudste dochter van de Nieuw-Zeelandse zadelmaker Hugh Fraser en Mary Graham.
Op de leeftijd van 17 jaar volgde ze een opleiding tot leerkracht te Seacliff.
Later, in 1888, behaalde ze ook een Bachelor en master te Otago.
Zij was een voorvechtster voor onderwijs voor vrouwen en werd daarom leerkracht Engels aan de Otago Girls High School.
Vanaf 1891 werd ze directeur van het Wanganui Girls College.
Haar zus, Katie, was werkzaam op een missiepost aan de Yangtze. Op 11 juli 1903 vertrok Isabel Fraser voor een bezoek aan haar zus naar Yichang.
Op de terugreis in 1904 nam ze zaden van de Yang tao (perzik van de zon, ook wel Chinese kruisbes genoemd) mee.
Ze kweekte de planten van deze zaden en deze variant van de plant kreeg later een meer Nieuw-Zeelandse naam; Kiwi.
Zes jaar later ging ze met pensioen en startte de eerste Nieuw-Zeelandse universiteit voor vrouwen, het Iona College.